# C 4 (fartyg)
C 1 (tidigare Minonosets 219 i rysk tjänst och S 12 i tysk tjänst) var en 150-tons torpedbåt av rysk "Tsiklon"-klass i den finska flottan. Denna fartygstyp var märkbart inspirerad av den franska "Cyclone"-klassen. Tyskarna erövrade 8 båtar av denna klass i Helsingfors under Frihetskriget och gav dem till Finland, men enbart 4 kom att förbli i finländsk tjänst. Dessa båtar var byggda år 1902, deras fart uppgick till 22 knop och de hade alla två stycken vridbara 381mm torpedtuber. De tre första C-båtarna C 1-C 3 förstördes vid Björkö efter att deras träskrov krossats av is. Fartygen hade assisterat en brittisk eskader som utförde operationer mot bolsjevikerna i Ryssland och var på väg mot hemmahamn. Under natten tog en svår snöstorm vid och konvojen var tvungen att stanna. Isrännan som fartygen följde krympte snabbt och de tre fartygen började ta in vatten. Isbrytaren som ledde konvojen kunde inte assistera på grund av dålig sikt. Ingen dog i olyckan eftersom den skedde relativt långsamt och besättningsmedlemmarna kunde plockas upp från isen.
C 4 befann sig på varv i Helsingfors och kom att bli den enda kvarvarande C-båten.

## Fartyg av klassen
- C 1
- C 2
- C 3
- C 4
- Minonosets 214
- Minonosets 218
- Minonosets 220
- Minonosets 222